# Міжнародна комісія з питань річки Сава

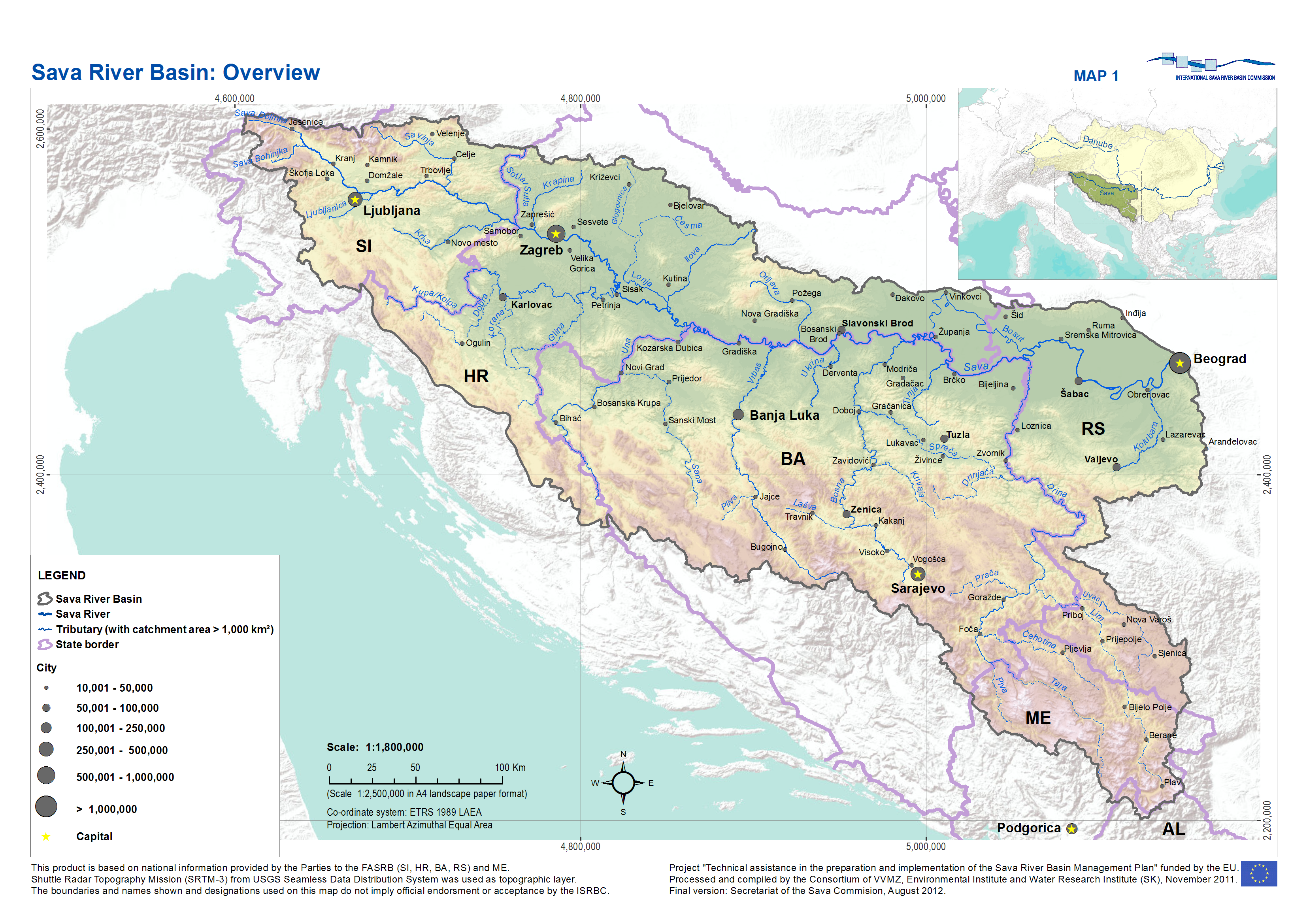
Країни які знаходяться в басейні річки Сава

Міжнародна комісія по річці Сава є міжнародною організацією. Головний офіс якої знаходиться в Загребі, Хорватія. Комісія була створена у 2006 році.
| Країна               | Довжина річки | Великі міста                                  |
| -------------------- | ------------- | --------------------------------------------- |
| Боснія і Герцеговина | 331 км        | Боснійський Брод, Бричко                      |
| Сербія               | 206 км        | Белград, Сремська Митровиця, Шабац, Обреновац |
| Словенія             | 218 км        | Любляна                                       |
| Хорватія             | 562 км        | Загреб, Сисак, Славонський Брод, Жупаня       |